# Бонапартова чайка
Бонапартова чайка (Chroicocephalus philadelphia) е вид птица от семейство Чайкови (Laridae).

## Разпространение и местообитание
Разпространен е в Антигуа и Барбуда, Барбадос, Бахамските острови, Белиз, Бермудските острови, Гваделупа, Доминика, Доминиканската република, Канада, Колумбия, Коста Рика, Куба, Мартиника, Мексико, Монсерат, Пуерто Рико, САЩ, Сейнт Винсент и Гренадини, Сейнт Китс и Невис, Сейнт Лусия, Търкс и Кайкос и Хаити.